# Love Is Gone
Singles de David Guetta
Love Don't Let Me Go (Walking Away)
(2006) Baby When the Light
(2007)
Singles par Chris Willis
Love Don't Let Me Go (Walking Away)
(2006) Give It All You Got
(2007)
Love Is Gone est le premier single extrait de l’album Pop Life de David Guetta. Il fut commercialisé en France le 18 juin 2007.

Le remix de Joachim Garraud & Fred Rister est la version officielle. Le single Love Is Gone s'est vendu à plus de 110 000 exemplaires rien qu'en France : certifié single d'argent par la SNEP : Syndicat national de l’édition phonographique, Love Is Gone fait partie des 20 titres qui ont été les plus vendus en 2007 (14e).
La seconde version du single comprend plusieurs remixes de Joachim Garraud & Fred Rister, Eddie Thoneick, Fuzzy Hair et Amo & Navas.
Le sample de Love Is Gone est repris pour la chanson I Gotta Feeling des Black Eyed Peas (2009) et Take a Look de Julien Créance (2010).

## Clip vidéo
Le clip vidéo est tourné à Los Angeles, la vidéo met en scène une serveuse employée du restaurant Cindy's Coffee Shop, l’actrice et mannequin Kelly Thybaud qui vient de se disputer avec son compagnon, et qui va mettre l’ambiance à sa manière dans le restaurant.

## Formats et liste des pistes
- CD single

1. "Love Is Gone" (Fred Rister & Joachim Garraud Radio Edit Rmx) – 3:22
2. "Love Is Gone" (Original Mix) – 3:08
3. "Love Is Gone" (Eddie Thoneick's Liberte Mix) – 7:12
4. "Medley Album Pop Life" – 2:50

- Maxi-CD Remixes

1. Love Is Gone [Original Extended] - 6′43″
2. Love Is Gone Fred Rister & Joachim Garraud remix - 8′21″
3. Love Is Gone [Fuzzy Hair Remix] - 6′25″
4. Love Is Gone Eddie Thoneick’s Liberte Mix] - 7′12″
5. Love Is Gone Eddie Thoneick’s Ruff Mix] - 7′10″
6. Love Is Gone [Amo & Navas Mix] - 6′46″
7. Love Is Gone [Original Mix - Radio Version] - 3′08″
8. Love Is Gone Fred Rister & Joachim Garraud Radio edit Remix] - 3′22″

- 12" single

1. "Love Is Gone" (Fred Rister & Joachim Garraud Remix) – 8:21
2. "Love Is Gone" (Fuzzy Hair Remix) – 6:25
3. "Love Is Gone" (Eddie Thoneick's Liberte Edit Mix) – 6:35

- 12" maxi single

1. "Love Is Gone" (Fred Rister & Joachim Garraud Remix) – 8:21
2. "Love Is Gone" (Fuzzy Hair Remix) – 6:25
3. "Love Is Gone" (Eddie Thoneick's Ruff Edit Mix) – 6:11
4. "Love Is Gone" (Original Extended) – 6:43
5. "Love Is Gone" (Amo & Navas Rmx) – 6:46
6. "Love Is Gone" (Eddie Thoneick's Liberte Mix) – 7:12

## Classements et certifications
| Classement (2007-2008)                | Meilleure position |
| ------------------------------------- | ------------------ |
| Autriche Singles Charts               | 15                 |
| Belgique (Flandre) Classement single  | 21                 |
| Belgique (Wallonie) Classement single | 9                  |
| Canada Hot 100                        | 66                 |
| Finlande Classement single            | 6                  |
| France Classement single              | 3                  |
| France (Club 40)                      | 1                  |
| Allemagne Classement single           | 36                 |
| Hongrie Classement Airplay            | 1                  |
| Irlande Classement single             | 21                 |
| Russie Classement single              | 2                  |
| Espagne Classement single             | 8                  |
| Suède Singles Top 60                  | 9                  |
| Suisse Singles Top 100                | 11                 |
| Royaume-Uni Classement single         | 9                  |
| États-Unis Billboard Hot 100          | 98                 |
| États-Unis Billboard Pop Songs        | 39                 |

| Classement (2007)                      | Position |
| -------------------------------------- | -------- |
| Belgique (Flandre) Classement single   | 95       |
| Belgique (Wallonie) Classement single  | 34       |
| Pays-Bas Classement single             | 75       |
| France Classement Airplay              | 13       |
| France Club 40                         | 4        |
| France Classement diffusion clip vidéo | 10       |
| France Classement single               | 14       |
| Suède Classement single                | 97       |
| Suisse Classement single               | 35       |
| Classement (2008)                      | Position |
| Suisse Classement single               | 73       |

| Pays     | Certification | Date            | Vente certifié |
| -------- | ------------- | --------------- | -------------- |
| Autriche | Or            | 2 avril 2008    | 15,000         |
| France   | Argent        | 18 octobre 2007 | 100,000        |